# Barbara Abramow-Newerly

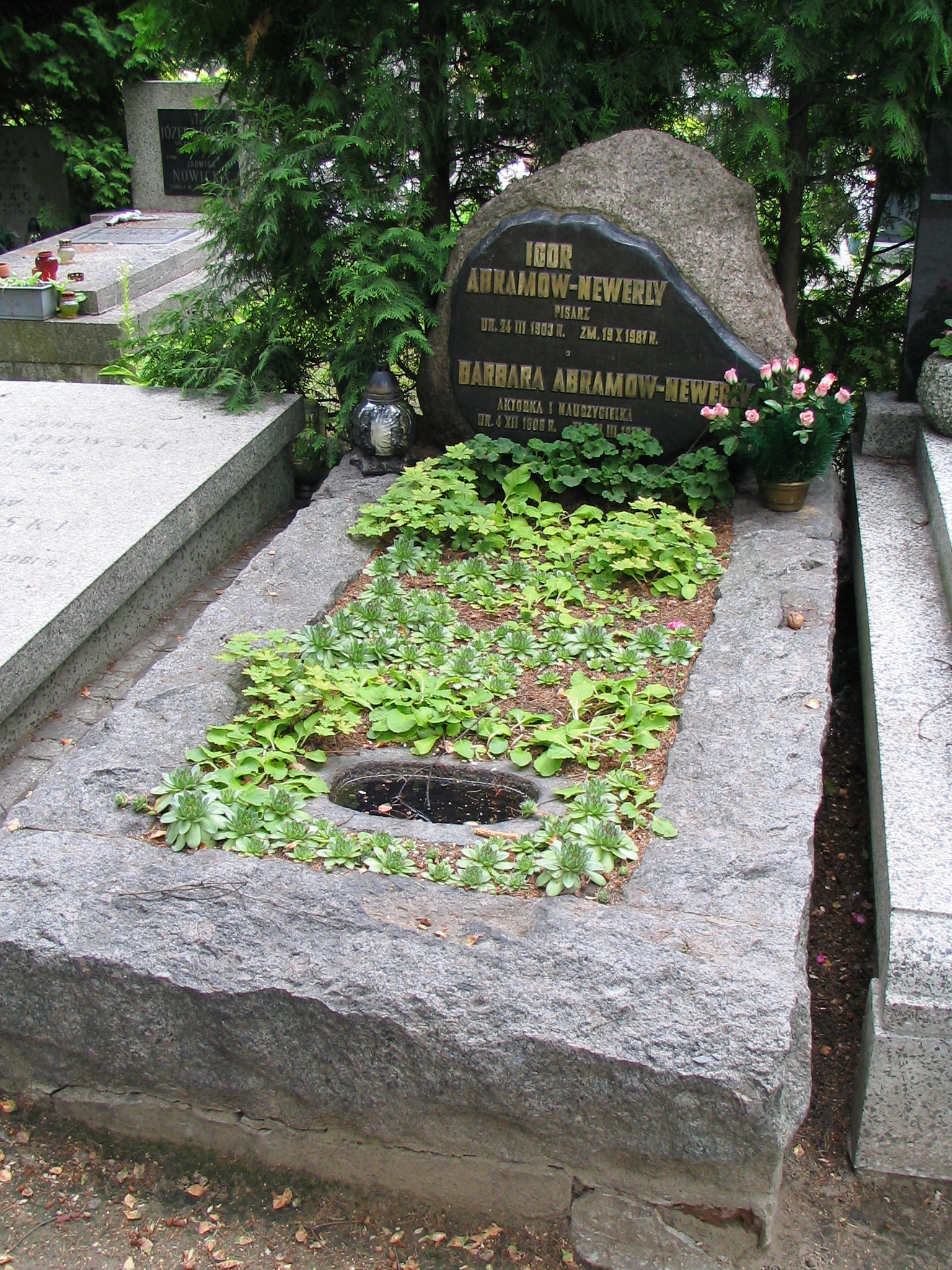
Grób Barbary Abramow-Newerly na cmentarzu Wojskowym na Powązkach w Warszawie

Barbara Abramow-Newerly z Jareckich (ur. 4 grudnia 1908 w Puławach, zm. 21 marca 1973 w Warszawie) – polska aktorka i reżyserka teatralna, wokalistka, pedagog, działaczka społeczna.

## Życiorys
Uczyła się w szkole średniej, a także w Szkole Umuzykalnienia i Tańca Scenicznego S. i T. Wysockich w Warszawie, gdzie szkoliła zdolności wokalne. W dwudziestoleciu międzywojennym zajmowała się działalnością pedagogiczną, artystyczną i społeczną. Współpracowała m.in. z Januszem Korczakiem, była też sekretarzem redakcji jego czasopisma „Mały Przegląd”. Uczyła śpiewu w szkole RTPD na warszawskim Żoliborzu. Należała także do organizatorów tamtejszego zespołu aktorskiego (Teatr Kukiełek RTPD, który później otrzymał nazwę Teatru Baj). Pracowała w nim od września 1929 jako aktorka i śpiewaczka.
Po wybuchu II wojny światowej uczyła śpiewu i współpracowała z RGO, m.in. przy realizowaniu tajnych inscenizacji. Tuż po wojnie pracowała w świetlicach RTPD, a potem – jeszcze w roku 1945 – po reaktywowaniu Teatru RTPD Baj w Warszawie została jego aktorką i reżyserem. Pracowała tam do 1947 roku.
Później występowała w innych warszawskich teatrach: w Teatrze Dzieci Warszawy (w latach 1947–1950), Teatrze Nowej Warszawy (1950–1955), Teatrze Młodej Warszawy (1955–1957), Klasycznym i Rozmaitości (1957–1960). Przez wiele lat była też aktorką Teatru Polskiego Radia (współpraca ta zaczęła się jeszcze przed wojną, w roku 1937; po wojnie – stała współpraca z tą instytucją). Zarówno na scenie, jak i w radiu śpiewała i grała głównie w repertuarze dla dzieci i młodzieży.
W 1946 wraz z innymi założyła Komitet Korczakowski, a potem przez wiele lat była kierowniczką jego archiwum.

## Życie prywatne
Była córką Michała Jareckiego i Marii z Kamińskich. 14 kwietnia 1931 w stolicy wyszła za mąż za Igora Newerlego, pisarza. 17 maja 1933 roku przyszedł na świat ich syn Jarosław Abramow-Newerly, późniejszy pisarz i satyryk.
Pochowana na cmentarzu Wojskowym na Powązkach w Warszawie (kwatera C 21-7-8).

## Role teatralne (wybór)
Teatr Dzieci Warszawy
- 1946 – Pan Tom buduje dom jako Katarzyna Łebska (reż. Klementyna Krymko)
- 1947 – Na jagody (reż. Władysław Oliszewski)
- 1947 – Kwiat ametystu jako Wiwiana (reż. K. Krymko)
- 1947 – Doktor Dolittle jako Dorota; Małpka Czi-Czi (reż. Jan Wesołowski)
- 1948 – Budowali most jako Kubiakowa (reż. Henryk Ładosz, Izabella Szereszewska)
- 1949 – Opowieść o Chopinie jako Dziewczyna I (reż. zespołowa)

Teatr Nowej Warszawy
- 1950 – O krasnoludkach i o sierotce Marysi jako Gospodyni (reż. Maria Leonia Jabłonkówna)
- 1951 – Człowiek i maszyny jako Jędrasowa (reż. Zbigniew Koczanowicz)
- 1951 – Osiem lalek i jeden miś jako Magda (reż. Rena Tomaszewska)
- 1952 – O grajku i królewnie żabie jako Babuleńka (reż. Z. Koczanowicz)
- 1953 – Magazyn Małgorzaty Charette jako Marianna Kilińska (reż. Natalia Szydłowska)

Teatr Młodej Warszawy
- 1956 – Dzikie łabędzie jako Niania królewny Elzy (reż. Tadeusz Cygler)
- 1957 – Teoria Einsteina jako Babcia (reż. Stanisław Bugajski)

Teatr Klasyczny, Warszawa
- 1958 – Bolesław Śmiały. Skałka jako Dziewka (reż. Emil Chaberski)
- 1958 – Moralność pani Dulskiej jako Lokatorka (reż. Jadwiga Chojnacka)

## Prace reżyserskie (wybór)
Teatr RTPD „Baj”, Warszawa
- 1945 – Cztery mile za piec (pierwsze powojenne przedstawienie w tym teatrze)
- 1945 – O Kasi, co gąski zgubiła